# Zenone, Concordio e Teodoro
Zenone e i suoi figli Concordio e Teodoro furono dei martiri cristiani che secondo la tradizione subirono assieme il martirio a Nicomedia nel 362 circa. Sono venerati come santi e la loro memoria liturgica è il 2 settembre.

## Agiografia e culto
Non si conosce con certezza la data del martirio di Zenone e dei suoi due figli Concordio e Teodoro, tuttavia secondo alcune fonti essi sarebbero vissuti nel IV secolo e sarebbero stati vittime di una delle persecuzioni di Flavio Claudio Giuliano, presso Nicomedia. 
Secondo il vecchio Martirologio romano il 2 settembre venivano commemorati questi santi con questa citazione: "A Nicomedia, i santi martiri Zenone, Concordio & Teodoro suoi figliuoli".
Il nuovo Martirologio romano ricorda attualmente il solo Zenone. 
(Martirologio Romano)